# Kinzhal (kulle i Antarktis)
Kinzhal är en kulle i Antarktis. Den ligger i Östantarktis. Australien gör anspråk på området. Toppen på Kinzhal är 1 004 meter över havet.
Terrängen runt Kinzhal är platt åt nordost, men åt sydväst är den kuperad. Trakten är obefolkad. Det finns inga samhällen i närheten. 